# Grindelwald
Grindelwald là một đô thị thuộc huyện hành chính Interlaken-Oberhasli, bang Bern, Thụy Sĩ. Đô thị này có diện tích 171,1 km2, dân số thời điểm tháng 12 năm 2009 là 3860 người.